# Tobias Christ
Tobias Christ (* 26. Juni 1976 in Münchweiler an der Rodalb) ist ein ehemaliger deutscher Fußballschiedsrichter.
Christ war seit 2004 DFB-Schiedsrichter und pfiff für den TB Jahn Zeiskam. Seit der Saison 2007/08 leitete er Spiele in der 2. Bundesliga. Er leitete insgesamt 55 Partien der 2. Bundesliga. Ab 2014 wurde Christ nur noch als spezialisierter Schiedsrichterassistent in der Bundesliga eingesetzt. Am 6. Juli 2020 teilte der DFB mit, dass er zur folgenden Bundesligasaison 2020/21 seine aktive Karriere beendet.
Christ, der zeitweilig hauptamtlich beim Südwestdeutschen Fußballverband arbeitete und dort für das Schiedsrichterwesen zuständig war, arbeitet seit dem Ausscheiden aus der aktiven Laufbahn hauptberuflich beim DFB. Er ist Redakteur und lebt in Kaiserslautern.